# Fluoroskopia

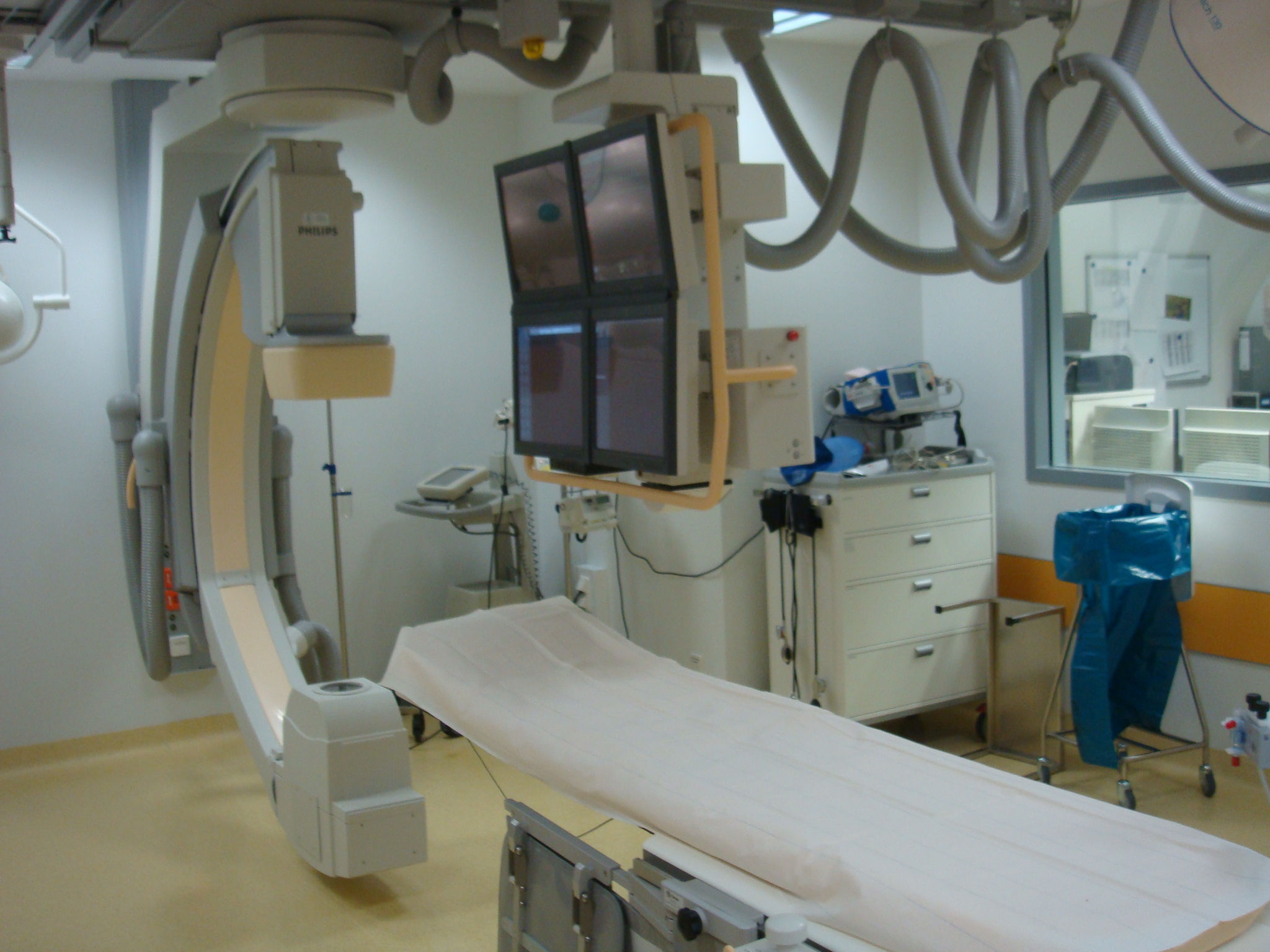
Aparat do fluoroskopii

Funkcja połykania papki cieniującej w prawidłowym przełyku

Fluoroskopia lub Prześwietlenie (ang. Fluoroscopy) – technika obrazowania wykorzystująca ciągłą wiązkę promieni rentgenowskich do uzyskiwania ruchomych obrazów (film rentgenowski) wnętrza obiektu w czasie rzeczywistym. Obraz przesyłany jest do monitora, dzięki czemu można obserwować poszczególne części ciała i ich ruch. W swoim podstawowym zastosowaniu obrazowania medycznego fluoroskopia pozwala chirurgowi zobaczyć wewnętrzną strukturę i funkcję organów pacjenta, dzięki czemu można na przykład obserwować pompowanie serca lub ruch połykania. Jest to przydatne zarówno w diagnostyce, jak i terapii i występuje w radiologii ogólnej, radiologii interwencyjnej i chirurgii sterowanej obrazem, np. usuwanie ciała obcego z głębokich tkanek w celu jego lokalizacji.

## Zastosowanie
Najczęściej stosuje się ją z środkami cieniującymi podczas:
- koronarografii i przezskórnej interwencji wieńcowej z podaniem środka cieniującego przez cewnik bezpośrednio do tętnicy wieńcowej;
- badania elektrofizjologicznego;
- badania czynnościowego przełyku z podaniem środka cieniującego z barem w formie napoju lub badania końcowego odcinka przewodu pokarmowego (lewatywa barowa);
- uwidocznienie dróg żółciowych i układu moczowego;
- cewnikowania serca ;
- w chirurgii ortopedycznej, np. przy wymianie stawu biodrowego.